# Componente Médico do Exército Belga
O Componente Médico das forças armadas belgas (em francês: Composante médicale, em neerlandês: Medische componente) é o serviço médico da força armada da Bélgica. Fornece apoio médico para todos os ramos do Exército, participa na ajuda humanitária e presta alguns serviços para a sociedade civil. O atual comandante é o major-general Pierre Neirinkx.